# BAR 006
O 006 foi o modelo da BAR de 2004 da Fórmula 1. Foi o modelo de maior sucesso da escuderia britânica durante os seus sete anos na categoria, que rendeu a primeira pole position da história da BAR e a segunda posição no campeonato de Construtores daquele ano. Equipado com motores Honda pelo sexto ano consecutivo, o 006 foi o segundo modelo desenvolvido pela BAR com Geoff Willis na posição de diretor técnico, e o primeiro modelo da equipe britânica a ser equipado com pneus Michelin, após o fim da parceria de quatro anos com a Bridgestone.
O modelo se destacou ao longo da temporada pela sua confiabilidade em geral e pela consistência em quase todos os circuitos, mas também sendo considerado um carro "nervoso" em curvas de alta velocidade, nas quais havia uma perda de pressão aerodinâmica e um desgaste maior nos pneus. O motor Honda, criticado em 2003 pela falta de potência, também apresentou uma melhora significativa, passando de 900 cavalos.  

## Desenvolvimento
Durante a fase de projeto do carro, conceitos como o bico largo utilizado pelo Williams FW26 foram sugeridos pela equipe de CFD, mas acabaram sendo preteridos por um design mais simples. Na parte frontal, o fluxo de ar sob o nariz  foi aprimorado ao elevar a parte inferior do chassi ao redor das pernas do piloto até o limite permitido pelo regulamento. Os dispositivos aerodinâmicos presentes ao redor da parte frontal do carro foram feitos com a finalidade de redirecionar o fluxo de ar para outras áreas, ao invés de gerar sustentação negativa por si só.
O principal foco da equipe de engenheiros e projetistas foi em tornar o carro mais leve que seu antecessor. Para isso, trocou a carcaça da caixa de câmbio de alumínio por uma feita de composto de carbono. Outras mudanças que priorizaram a redução de peso no carro foi o aumento no uso de compósitos de matriz metálica e a simplificação dos componentes internos da suspensão. As barras de torção dianteiras foram reposicionadas para trás, diminuindo o centro de gravidade do carro. 
O motor Honda, até então considerado pesado, lento e pouco confiável, passou por um grande avanço, se tornando menor, mais leve e com limite de rotações e potência próximos de 19.000 rpm e 900 cavalos de potência. Houve também um esforço no desenvolvimento da parte eletrônica da transmissão, que sofreu com problemas de confiabilidade em 2003.
Por ter iniciado o desenvolvimento do carro ainda com os compostos da Bridgestone, a equipe técnica da BAR levou mais tempo para entender como os pneus da Michelin se deformavam nas curvas. Isso levou o time a seguir um caminho diferente dos outros carros equipados pela empresa francesa, principalmente na cambagem da suspensão. Embora a utilização dos pneus tenha sido consistente em todos os tipos de pista, também houveram muitos relatos de pouca aderência nos treinos iniciais dos fins de semana.

## Testes
Os primeiros testes do que viria a se tornar o 006 foram feitos ainda em 2003, de maneira híbrida: a parte traseira em um chassi do BAR 005, ainda com pneus Bridgestone. O protótipo foi extensamente testado por Button, Sato e Davidson entre novembro de 2003 e janeiro de 2004, com mais de 15 400 km rodados nos circuitos de Jerez e Barcelona. Na última sessão de testes antes do lançamento do 006, Button superou o recorde de volta do Circuito de Barcelona-Catalunha, marcando o tempo de 1:14,588 com o modelo conceitual - ainda que com pouco combustível no tanque.
O BAR 006 foi lançado oficialmente no dia 1º de fevereiro de 2004, em Barcelona. A expectativa da equipe para o ano era brigar por pódios, tendo como alvo a quarta colocação no Mundial de Construtores. Logo na primeira sessão de testes no circuito espanhol com o novo modelo, Button novamente quebrou o recorde da pista, com um tempo oito décimos mais rápido que sua marca anterior. No dia seguinte, foi a vez de Sato superar a marca, dessa vez ainda dirigindo o modelo híbrido. A dupla de pilotos continuou a impressionar na pré-temporada ao marcar os dois melhores tempos no segundo dia de testes em Jerez.

## Temporada 2004
Após o bom desempenho nos treinos de pré-temporada, a expectativa era de que ambos os pilotos lutassem pelo pódio na primeira corrido do ano. Na Austrália, o BAR 006 se mostrou, ao lado da Williams, ser o segundo melhor carro do grid depois do Ferrari F2004, ficando um pouco atrás da rival em ritmo de corrida por conta do maior desgaste nos pneus. Em Sepang, Button conquistou o primeiro pódio de sua carreira, enquanto que Sato, que estava na oitava posição após largar em último, sofreu uma quebra em seu motor a três voltas para o final da prova. Ao longo da temporada, o BAR 006 conquistou 11 pódios - 10 com Button e um com Sato, tendo como melhor posição o segundo lugar, conquistado por Button em quatro oportunidades.

## Pilotos
Os pilotos titulares ao longo do ano foram Jenson Button, em seu segundo ano na equipe, e Takuma Sato, promovido após um ano como piloto de testes, com Anthony Davidson guiando nos treinos livres de sexta-feira. O brasileiro Enrique Bernoldi também conduziu o carro em testes ao longo da temporada. Além destes, também conduziram o BAR 006 após o fim da temporada como parte de um programa de jovens pilotos o sul-africano Alan Van der Merwe, os britânicos Adam Carroll e James Rossiter e o brasileiro Nelsinho Piquet.

## Pintura e patrocinadores
Assim como no ano anterior, o carro da BAR levou as cores do seu patrocinador principal, a marca de cigarros Lucky Strike.

## Resultados[20]
(legenda) (em negrito indica pole position)
| Ano  | Chassis | Motor            | Pneus | Nº | Pilotos       | 1   | 2   | 3   | 4   | 5   | 6   | 7   | 8   | 9   | 10  | 11  | 12  | 13  | 14  | 15  | 16  | 17  | 18  | Pontos | Posição |  |
| ---- | ------- | ---------------- | ----- | -- | ------------- | --- | --- | --- | --- | --- | --- | --- | --- | --- | --- | --- | --- | --- | --- | --- | --- | --- | --- | ------ | ------- |  |
|      |         |                  |       |    |               |     |     |     |     |     |     |     |     |     |     |     |     |     |     |     |     |     |     |        |         |  |
|      |         |                  |       |    |               | AUS | MAL | BHR | SMR | ESP | MON | EUR | CAN | USA | FRA | GBR | GER | HUN | BEL | ITA | CHN | JPN | BRA |        |         |  |
| 2004 | 005     | Honda RA004E V10 | M     | 9  | Jenson Button | 6   | 3   | 3   | 2   | 8   | 2   | 3   | 3   | Ret | 5   | 4   | 2   | 5   | Ret | 3   | 2   | 3   | Ret | 119    | 2º      |  |
| 2004 | 005     | Honda RA004E V10 | M     | 10 | Takuma Sato   | 9   | 15† | 5   | 16† | 5   | Ret | Ret | Ret | 3   | Ret | 11  | 8   | 6   | Ret | 4   | 6   | 4   | 6   | 119    | 2º      |  |

† Completou mais de 90% da distância da corrida.